# Lasioglossum fulvicorne
De Lasioglossum fulvicorne (tên tiếng Anh: slanke groefbij) là một loài Hymenoptera trong họ Halictidae. Loài này được Kirby mô tả khoa học năm 1802.